# Glenea invitticollis
Glenea invitticollis é uma espécie de escaravelho da família Cerambycidae. Foi descrito por Stephan von Breuning em 1956.